# Mini Linux

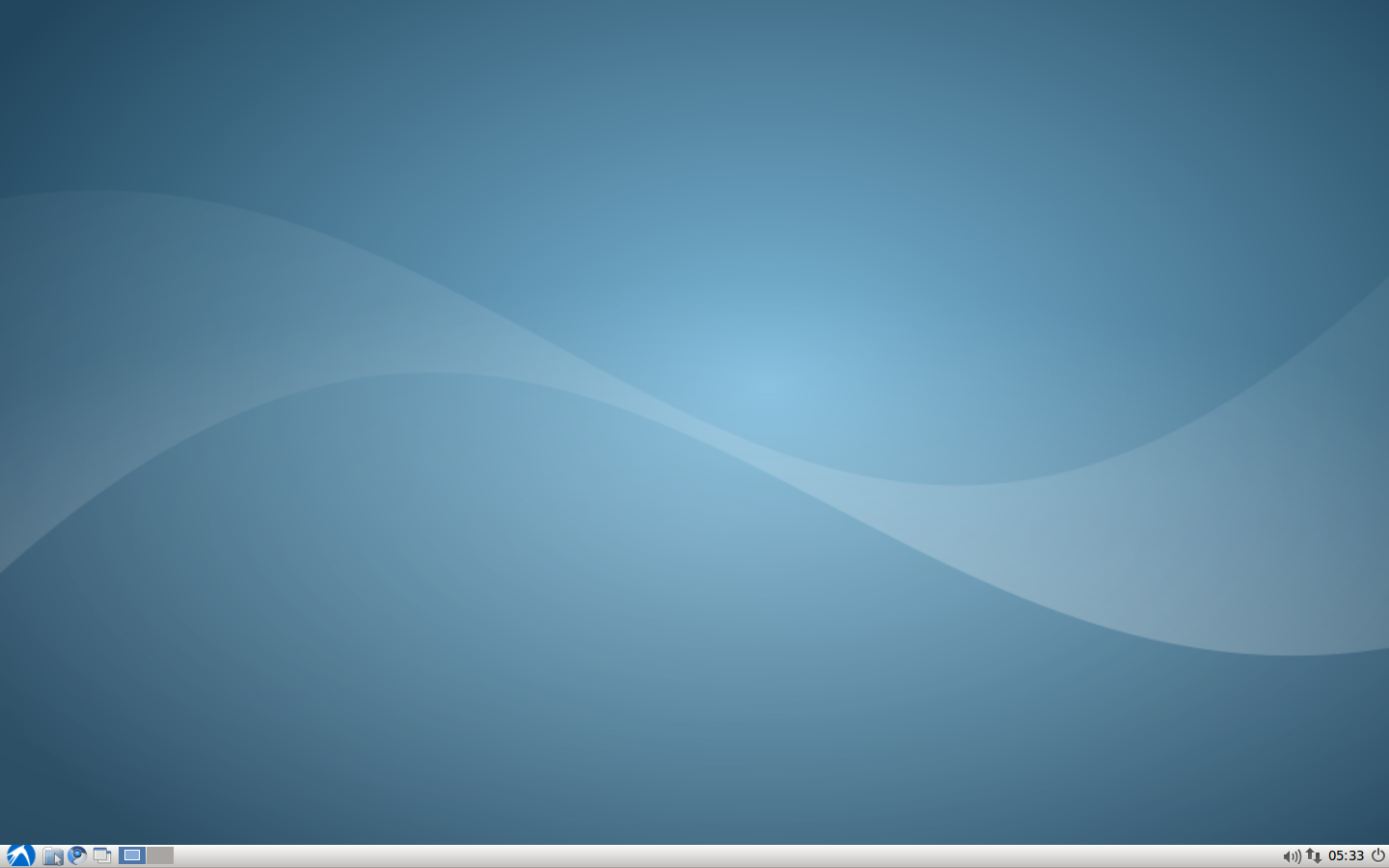
Разработчики Lubuntu описывают её как «облегчённый» вариант по сравнению с Ubuntu

Mini Linux или Lightweight Linux — «облегчённый» дистрибутив Linux, который использует относительно меньше ресурсов компьютера. В качестве примера можно привести операционную систему Lubuntu, которая в свою очередь является «облегчённым» вариантом Ubuntu, она требует минимум 128 МБ оперативной памяти и процессор Pentium II, в то время как Ubuntu требует процессор 1 ГГц и 1 ГБ оперативной памяти.
На текущий день не существует принятого определения, какой дистрибутив «облегчённый». Например, Пол Шерман, разработчик дистрибутива Absolute Linux, охарактеризовывает «облегчённый» двумя вещами, которые означают, что она может работать на старом оборудовании и то, что интерфейс операционной системы остаётся простым в использовании.

## Дистрибутивы Linux, которые можно охарактеризовать как «облегчённые»
- Absolute Linux
- Alpine Linux
- BasicLinux
- Bodhi Linux
- Damn Small Linux
- Mag OS
- Porteus
- Puppy Linux
- Slax
- SliTaz
- Tiny Core Linux
- Wolvix

На основе Ubuntu
- Lubuntu
- LXLE
- Xubuntu
- Mini OS